# Броненосці типу «Індіана»
Тип «Індіана» складався з трьох лінійних кораблів, які можна розглядати як додредноути, спущених на воду в 1893 році. Це були перші лінійні кораблі, побудовані ВМС Сполучених Штатів, які можна порівняти з сучасними їм європейськими кораблями, такими як британський «Гуд». Кораблі отримали назви «Індіана», «Массачусетс» і «Орегон» і отримали позначення номерів лінкорів з 1 по 3.

## Конструкція

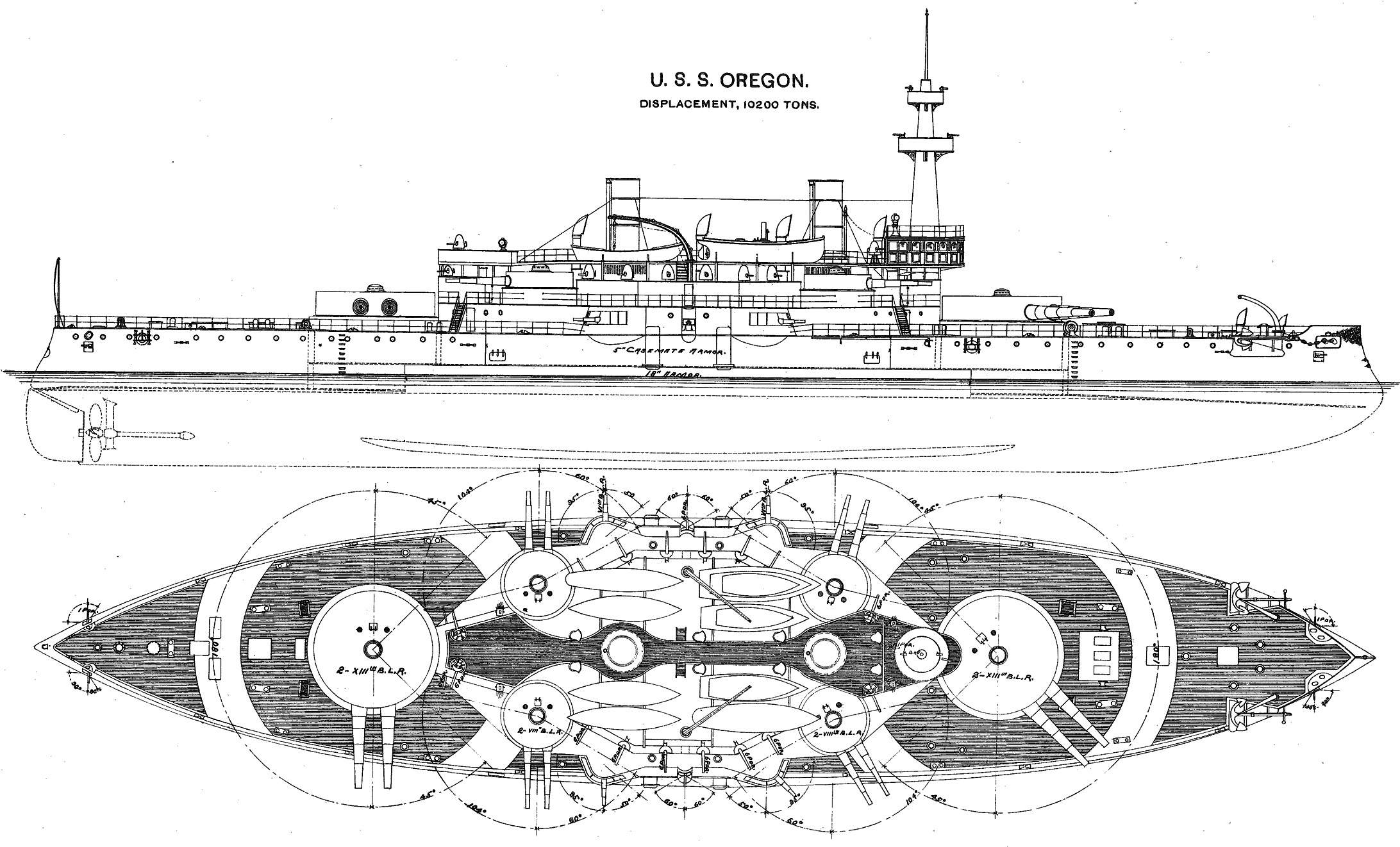

Схвалені в 1890 році і введені в експлуатацію між листопадом 1895 і квітнем 1896 року, це були відносно невеликі лінкори з важким бронюванням і артилерією, які вперше почали використовувати допоміжний калібр. Призначені переважно для берегової оборони, кораблі мали недостатню висоту їх надводного борту, щоб добре справлятися з хвилями відкритого океану. Баштам не вистачало противаг, а основна поясна броня була розташована занадто низько, щоб бути ефективною в більшості погодних умов, оскільки опинялась нижче рівня ватерлінії.

## Служба
Усі три брали участь в Іспано-американській війні, хоча «Орегон», який був дислокований на Західному узбережжі, мав пройти 14 000 морських миль навколо Південної Америки до театру бойових дій поблизу Куби.  Після війни «Орегон» повернувся в Тихий океан і взяв участь у Філіппінсько-американській війні та придушенні Боксерського повстання, тоді як його однотипні кораблі були обмежені навчальними місіями в Атлантичному океані. Після 1903 року застарілі лінкори кілька разів виводили у резерв та знову повертали до, востаннє під час Першої світової війни, коли «Індіана» та «Массачусетс» служили навчальними кораблями, тоді як «Орегон» супроводжував транспорти з військами для інтервенції на Далекому Сході.
У 1919 році всі три кораблі були остаточно виведені з експлуатації. «Індіана» була затоплена на мілководді як мішень для випробувань вибухівки через рік і продана на металобрухт у 1924 році. «Массачусетс» був затоплений біля узбережжя Пенсаколи в 1920 році і використаний як артилерійська ціль. Затонулий корабель ніколи не був утилізований і зараз є підводним археологічним заповідником Флориди. «Орегон» спочатку зберігався як музей, але був проданий на металобрухт під час Другої світової війни. Згодом утилізацію було припинено, а корпус зі знятим озброєнням,та механізмами використовувався як баржа для боєприпасів під час битви за Гуам. Врешті решт корпус був проданий на металобрухт у 1956 році.

## Представники
| Назва                   | Номер | Верф                 | Закладений             | Спущений на воду    | Вступив у стрій        | Доля                             |
| ----------------------- | ----- | -------------------- | ---------------------- | ------------------- | ---------------------- | -------------------------------- |
| «Індіана» Indiana       | BB-1  | William Cramp & Sons | 7 травня 1891 року     | 28 лютого 1893 року | 28 листопада 1895 року | Потоплений як мішень у 1924 році |
| «Міссурі» Massachusetts | BB-2  | William Cramp & Sons | 7 лютого 1891 року     | 25 червня 1893 року | 10 червня 1896 року    | Потоплений як мішень у 1921 році |
| «Орегон» Oregon         | BB-3  | Union Iron Works     | 19 листопада 1891 року | 26 жовтня 1893 року | 16 липгя 1896 року     | Зданий на злам у 1956 році       |